# 菊池武経
菊池 武経（きくち たけつね）または阿蘇 惟長（あそう これなが）は、戦国時代の武将、肥後国守護。菊池氏24代当主。元は阿蘇氏当主（阿蘇神社大宮司）で、初めは阿蘇惟長と名乗り、後に菊池武経となるが、出奔して再び惟長に戻し、最後は萬休斎と号した。

## 生涯
文明12年（1480年）、阿蘇惟憲の嫡男として矢部で誕生。時期不明であるが父・惟憲から大宮司職と家督を継いだ。
永正元年（1504年）、まだ若かった菊池能運が戦傷がもとで急逝すると、菊池重安の遺児である政隆が養嗣子となって後を継いだが、14歳と幼く、統治は覚束なかった。惟長はこの菊池氏の内紛に付け込み、菊池氏重臣らと謀議して政隆を廃嫡して自らが肥後守護職へなる野心を逞しくしていった。
永正2年（1505年）9月15日、城氏・赤星氏・隈部氏ら菊池氏重臣22名は、菊池家から当主で肥後守護職の政隆を排除して惟長を新たな守護として迎える起請文を提出した。惟憲・惟長親子はこれを受けて重ねて密議し、惟長は肥後への勢力拡大を図る豊後国の大友義長とも結託し、後援の内諾を得て、菊池氏の重臣達にさらに圧力を掛けた。すると、12月3日、菊池家群臣84名による連判状が届き、惟長を迎え入れる準備は全て整えられた。惟長は大宮司職を弟・惟豊に譲り、自らは隈府城に入ると「菊池武経」と名乗って菊池氏の家督を相続し、肥後守護職も簒奪した。群臣に見捨てられ孤立無援の菊池政隆は、相良長毎を頼って八代に落ち延び、葦北郡で匿われた。長毎は武経とも友誼があって菊池氏とは戦おうとしなかったため、政隆は筑後に逃れた。
永正6年（1509年）、菊池氏は大友義長の父・親治に政隆討伐を依頼した。政隆は大友氏の将・朽網親満に首尾よく捕らえられたが、旧臣玉屋貞親の200名の手勢によって奪還され、久米安国寺に立て籠もった。久米安国寺と隈府城とは2里あまりしか離れておらず、知らせを受けた武経（惟長）は直ちに500騎を引き連れて久米原に出陣した。閏8月17日、この久米原合戦において、政隆は再び敗れ、安国寺で切腹して果てた。
武経の驕暴な性格は政隆を殺すに及んで益々甚だしくなった。暴戻にして国政も顧みずに、享楽に走り、驕慢な振る舞いが目立つようになったため、重臣らは眉を顰め、武経を疎ましく思うようになって、両者の関係は悪化の一途を辿った。菊池氏の家臣団となった国人衆は、各々が地元に基盤を持って自立的傾向にあり、当主の立場は極めて脆弱であった。
永正8年（1511年）、身の危険を感じた武経は隈府城から出奔し、阿蘇氏領の矢部（上益城郡）へと戻り、「阿蘇惟長」の名に復し、萬休斎と号した。しかし大宮司職は弟の惟豊に譲っており、惟長は居候扱いであった。野心逞しい惟長は、家臣の一部と結託して弟から大宮司職を奪還しようと計画したが、事前に露見して薩摩へ逃亡した。
永正10年（1513年）3月、島津氏の支援を受けた惟長は、薩兵（満家院・伊集院）を率いて惟豊を攻撃し、惟豊は日向国鞍岡に逃亡せざるを得なくなった。阿蘇氏を奪還した惟長は、嫡男・阿蘇惟前を大宮司職に据えて隠居するが、実権を掌握した。しかし、永正14年（1517年）、甲斐親宣の支援を得た阿蘇惟豊が逆襲に転じ、阿蘇に侵攻。大敗北を喫した惟長・惟前父子は、全てを失い、僅か3名の供をつれて薩摩へと逃亡する事になった。その後、相良氏の援助等で、堅志田城を領するが、天文6年（1537年）、その堅志田城で、58歳の野心に満ちた生涯を終えた。